# Nakashibetsu (Hokkaidō)
Nakashibetsu (jap. 中標津町, -chō) ist eine Stadt auf der japanischen Insel Hokkaidō in der Unterpräfektur Nemuro.

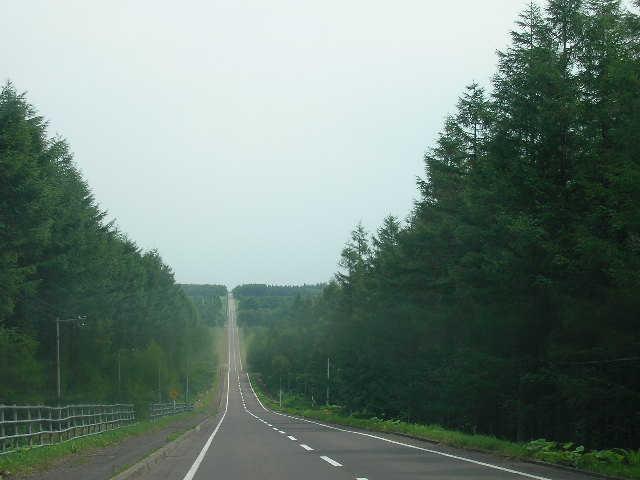
Eine Straße vom Berg Kaiyōdai

In der Nähe befindet sich der Flughafen Nakashibetsu, der der am weitesten östlich gelegene Flughafen Japans ist.